# Ronde van de Apennijnen (mannen)
De Ronde van de Apennijnen (Italiaans: Giro dell'Appennino) is een eendaagse wielerwedstrijd, die sinds 1934 jaarlijks wordt verreden in Ligurië en Piëmont, Italië. De Ronde van de Apennijnen is onderdeel van de UCI Europe Tour en heeft een 1.1-status. De organisatie is in handen van de Unione Sportiva Dilettantistica Pontedecimo 1907.
Oorspronkelijk fungeerde Genua (meer bepaald de wijk Pontedecimo) als start- en finishplaats. Sinds 2009 fungeerden Novi Ligure, Serravalle Scrivia en Pasturana in de provincie Alessandria als startplaatsen met of Pontedecimo of het stadscentum van Genua als finishplaats met uitzondering van 2016 en 2017 toen Chiavari als finishplaats diende. De ruim 80-jarige koers stond afwisselend in april, mei, juni, augustus en september op de wielerkalender.
Gianbattista Baronchelli won deze wedstrijd zes keer opeenvolgend en is daarmee wat betreft overwinningen recordhouder. Veruit het grootste gedeelte van de overwinnaars is Italiaan en van alle buitenlanders wist enkel de Rus Pavel Tonkov de wedstrijd tweemaal te winnen.
Sinds 2025 wordt ook de vrouweneditie verreden.

## Lijst van winnaars

### Meervoudige winnaars
| Overwinningen | Renner                   | Jaren                              |
| ------------- | ------------------------ | ---------------------------------- |
| 6             | Gianbattista Baronchelli | 1977, 1978, 1979, 1980, 1981, 1982 |
| 3             | Michele Dancelli         | 1965, 1966, 1967                   |
| 3             | Gianni Bugno             | 1986, 1987, 1988                   |
| 2             | Augusto Como             | 1934, 1935                         |
| 2             | Settimio Simonini        | 1936, 1948                         |
| 2             | Giorgio Albani           | 1952, 1954                         |
| 2             | Cleto Maule              | 1956, 1958                         |
| 2             | Gianni Motta             | 1968, 1970                         |
| 2             | Felice Gimondi           | 1969, 1972                         |
| 2             | Italo Zilioli            | 1963, 1973                         |
| 2             | Francesco Moser          | 1976, 1985                         |
| 2             | Pavel Tonkov             | 1997, 1998                         |
| 2             | Gilberto Simoni          | 2003, 2005                         |
| 2             | Alessandro Bertolini     | 2007, 2008                         |
| 2             | Damiano Cunego           | 2004, 2011                         |

### Overwinningen per land
| Overwinningen | Land                                                          |
| ------------- | ------------------------------------------------------------- |
| 70            | Italië                                                        |
| 4             | Rusland                                                       |
| 3             | België                                                        |
| 2             | Spanje, Zwitserland                                           |
| 1             | Kazachstan, Kroatië, Verenigd Koninkrijk, Zweden, Zuid-Afrika |

Mannen: 1934 · 1935 · 1936 · 1937 · 1938 · 1939 · 1940–1945 · 1946 · 1947 · 1948 · 1949 · 1950 · 1951 · 1952 · 1953 · 1954 · 1955 · 1956 · 1957 · 1958 · 1959 · 1960 · 1961 · 1962 · 1963 · 1964 · 1965 · 1966 · 1967 · 1968 · 1969 · 1970 · 1971 · 1972 · 1973 · 1974 · 1975 · 1976 · 1977 · 1978 · 1979 · 1980 · 1981 · 1982 · 1983 · 1984 · 1985 · 1986 · 1987 · 1988 · 1989 · 1990 · 1991 · 1992 · 1993 · 1994 · 1995 · 1996 · 1997 · 1998 · 1999 · 2000 · 2001 · 2002 · 2003 · 2004 · 2005 · 2006 · 2007 · 2008 · 2009 · 2010 · 2011 · 2012 · 2013 · 2014 · 2015 · 2016 · 2017 · 2018 · 2019 · 2020 · 2021 · 2022 · 2023 · 2024 · 2025
Vrouwen: 2025